# Idol (BTS)
Idol è un brano musicale del gruppo sudcoreano BTS, pubblicato il 24 agosto 2018 come quindicesima traccia della quarta raccolta Love Yourself: Answer e utilizzato per la promozione del disco. Una versione alternativa della canzone, che vede la partecipazione di Nicki Minaj, è stata inclusa come bonus track del disco digitale.

## Descrizione
Il 23 agosto 2018, quando il teaser di Idol è uscito, si è diffusa online la voce su una collaborazione tra i BTS e Nicki Minaj quando Shazam ha identificato il video come Idol by BTS (feat. Nicki Minaj). Due ore prima dell'uscita ufficiale, l'etichetta del gruppo, la Big Hit Entertainment, ha confermato che una versione alternativa in collaborazione con la rapper sarebbe stata effettivamente inclusa nella versione digitale dell'album come bonus track. Idol è scritta in do diesis minore e incorpora vari stili quali pop, world, contemporary R&B e K-pop. Entrambe le versioni hanno un tempo di 126 battiti per minuto.
Per Billboard, è una "traccia d'ispirazione tradizionale" che vede l'utilizzo di diversi strumenti musicali tradizionali coreani. Appartiene al genere electronic dance music influenzato dalla musica da ballo sudafricana, con i ritmi africani che si stratificano con quelli tradizionali coreani e con il martellio del janggu usato nelle esibizioni di gruppo dei contadini della penisola asiatica, traendo spunti dal pansori. Secondo la Big Hit Entertainment, è stata ispirata dal gqom, uno stile di musica house che ha avuto origine a Durban e che combina potenti tamburi tradizionali martellanti con sintetizzatori bassi e house in un equilibrio tra tradizione e tendenza.
Il testo utilizza diverse espressioni tipiche del genere tradizionale pansori, quali "eolssu", "jihwaja" e "deonggideok kungdeoreoreoreo", e parla dell'identità dei BTS come idol, dichiarando che, in qualunque modo le persone li definiscano, sono semplicemente loro stessi.
Dopo l'uscita, la canzone ha ispirato una sfida di ballo online nota come "Idol Challenge", in cui la gente balla il ritornello per provarne la coreografia. La sfida è stata accolta da diverse celebrità come Zelo dei BAP e da Stephen "tWitch" Boss al The Ellen DeGeneres Show.

## Video musicale
Il video musicale è uscito lo stesso giorno di pubblicazione del disco, il 24 agosto 2018, ed è ispirato dal film del 1997 di John Woo Face/Off - Due facce di un assassino. Fa ampio uso di scenografie asiatiche o coreane per creare un ambiente esotico, con i tetti a due falde, una tigre, dei dipinti a inchiostro e acqua e abiti ispirati agli hanbok che alludono alla tradizione coreana.
Il contatore ufficiale di YouTube ha registrato oltre 45 milioni di visualizzazioni nelle prime 24 ore, facendolo diventare il video musicale di un gruppo K-pop più visto sulla piattaforma in tale lasso di tempo, e il video musicale più visto di sempre nelle ventiquattr'ore dopo l'uscita, sostituendo Look What You Made Me Do di Taylor Swift. Il 1º dicembre 2018 ha ceduto il primato a Thank U, Next di Ariana Grande. Il 29 agosto 2018, è diventato il videoclip che ha raggiunto più velocemente 100 milioni di visualizzazioni su YouTube per quell'anno. L'11 settembre è diventato il sesto videoclip del gruppo a superare un miliardo di contatti. Dal caricamento al 4 settembre 2024 è stato visionato oltre 1,3 miliardi di volte.
Il 6 settembre 2018 è uscito il video musicale della collaborazione con Nicki Minaj. Il filmato è simile a quello originale, ma con qualche scena in più e la presenza della rapper che esegue la sua parte con la traduzione in coreano delle parole alle sue spalle. Il video, inoltre, si chiude con spezzoni della "Idol Challenge" caricati su Internet dai fan.
Il video musicale è stato creato dal regista Choi Yong-seok dello studio Lumpens, assistito alla regia da Guzza, Minje Jeong e Park Hye-heong della stessa azienda. Il direttore della fotografia è Nam Hyun-woo della GDW. Lo staff comprende inoltre Song Hyun-seok come tecnico delle luci, Kim Bo-na e Park Jin-sil come direttori artistici, Ahn Ye-min e Lee Hyun-seung alla squadra artistica, Song Suk-gi come responsabile delle costruzioni, Ma Seung-geun alle luci e Kang Jong al montacarichi. Gli artisti di scena chiave sono Hong Yeong-jun, Im Kwang-hyun e Seo Sang-hyeok.

## Esibizioni dal vivo

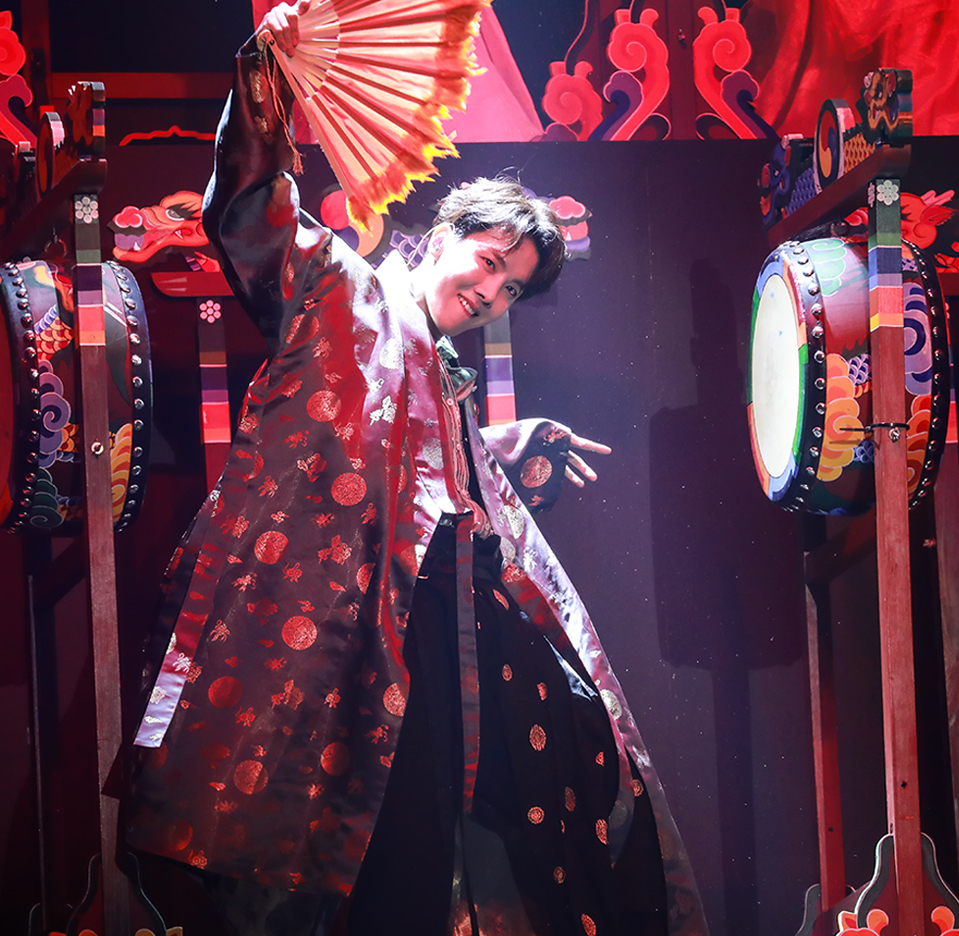
Introduzione alla performance di Idol ai Melon Music Award 2018, eseguita da J-Hope

I BTS hanno promosso la canzone a vari programmi musicali sudcoreani, tra cui M Countdown, Music Bank, Show! Eum-ak jungsim e Inkigayo, aggiudicandosi otto trofei come canzone più popolare della puntata. Il gruppo ha eseguito inoltre Idol alla semifinale della tredicesima edizione di America's Got Talent trasmessa il 12 settembre 2018, al The Tonight Show Starring Jimmy Fallon e a Good Morning America. Il 12 ottobre 2018 l'hanno portata al Graham Norton Show nel Regno Unito.
Ai Melon Music Award nel dicembre 2018, i BTS hanno introdotto la performance di Idol con tre stili di danza tradizionale coreana: J-Hope ha ballato una coreografia moderna circondato da ballerine con i tamburi samgomu, Jimin ha eseguito una danza con i ventagli, mentre Jungkook una con le maschere, dopodiché sul palco è salito un leone di Bukcheong e un gruppo di percussionisti pungmul, prima di tornare all'esibizione principale dei BTS.
Idol ha chiuso la prima giornata della BTS Week organizzata dal The Tonight Show Starring Jimmy Fallon il 29 settembre 2020. Il gruppo si è esibito di notte nel cortile antistante il Geunjeongjeon, la sala del trono del palazzo Gyeongbok a Seul, indossando hanbok modernizzati come abiti di scena.

## Accoglienza
Raisa Bruner del Time ha descritto Idol come "una traccia da discoteca dal ritmo pesante che pulsa di energia, con una melodia di sassofono", e "aggressiva e dominante" durante la sua esecuzione. Sulla collaborazione con Minaj, Bruner ha scritto che "segna[va] l'inizio dell'imminente arrivo dei BTS sulla scena statunitense". Per Rolling Stone India "la fusione nella traccia tra strumenti coreani come il gakgung (l'oboe coreano, che spiega il suono simile a quello del shanai), ritmi africani, trap rap ed electronica contribuisce ad espandere il suo sound ricco, diverso, globale".
Il 18 marzo 2022, Rolling Stone l'ha inserita in posizione 40 nella lista delle 100 canzoni migliori del gruppo, definendola "un messaggio franco, senza ironia a hater e troll: Conosciamo e amiamo chi siamo, pace", riscontrando ispirazioni da Bollywood e dalla cultura bhangra, integrate a stili tipicamente coreani che creano "una fantasia frenetica, festosa".

## Formazione
Crediti tratti dalle note di copertina dell'album.
- Jin – voce
- Suga – rap
- J-Hope – rap, gang vocal
- RM – rap, scrittura, gang vocal
- Park Ji-min – voce
- V – voce
- Jeon Jung-kook – voce, ritornello, gang vocal

### Produzione
- Adora – editing digitale
- "Hitman" Bang – scrittura
- Roman Campolo – scrittura
- Hiss Noise – editing digitale
- Pdogg – produzione, scrittura, sintetizzatore, tastiera, arrangiamento voci e rap, registrazione, editing digitale
- James F. Reynolds – missaggio
- Supreme Boi – scrittura, ritornello, gang vocal, registrazione, editing digitale, arrangiamento rap e voci
- Ali Tamposi – scrittura

## Successo commerciale
Negli Stati Uniti, Idol ha debuttato alla posizione numero 11 della Billboard Hot 100. Nella prima settimana, le due versioni hanno venduto complessivamente 43 000 download e generato 24,4 milioni di riproduzioni. La canzone ha perso 70 posizioni nella seconda settimana, classificandosi 81ª.

## Classifiche

### Classifiche settimanali
Versione originale
| Classifica (2018)        | Posizione massima |
| ------------------------ | ----------------- |
| Australia                | 35                |
| Corea del Sud            | 1                 |
| Estonia                  | 38                |
| Irlanda                  | 33                |
| Malaysia                 | 1                 |
| Regno Unito              | 21                |
| Singapore                | 1                 |
| Slovacchia               | 61                |
| Spagna                   | 71                |
| Svezia                   | 60                |
| Ungheria (Single Top 40) | 2                 |
| Ungheria (Stream Top 40) | 20                |

Versione con Nicki Minaj
| Classifica (2018) | Posizione massima |
| ----------------- | ----------------- |
| Argentina         | 48                |
| Austria           | 26                |
| Belgio (Fiandre)  | 26                |
| Canada            | 5                 |
| Francia           | 103               |
| Germania          | 43                |
| Italia            | 88                |
| Paesi Bassi       | 96                |
| Portogallo        | 47                |
| Stati Uniti       | 11                |
| Svizzera          | 45                |

### Classifiche di fine anno
| Classifica           | Posizione |
| -------------------- | --------- |
| Corea del Sud (2018) | 70        |
| Corea del Sud (2019) | 49        |
| Corea del Sud (2020) | 161       |

## Riconoscimenti
- E! People's Choice Awards[69]
  - 2018 – Canzone dell'anno
  - 2018 – Video musicale dell'anno
- Circle Chart Music Award
  - 2019 – Candidatura Canzone dell'anno – agosto[70]
- Korea Popular Music Awards
  - 2018 – Candidatura a Miglior canzone digitale[71]
- Korean Music Award[72]
  - 2019 – Candidatura Canzone dell'anno
  - 2019 – Candidatura Miglior canzone pop
- Mnet Asian Music Award
  - 2018 – Miglior video musicale[73]
- MBC Plus X Genie Music Awards[74][75]
  - 2018 – Brano dance (uomini)
  - 2018 – Candidatura a Canzone dell'anno
  - 2018 – Miglior video musicale
- Melon Popularity Awards[76]
  - Premio popolarità settimanale (3, 10, 17, 24 settembre e 1 ottobre 2018)

### Premi dei programmi musicali
- Music Bank
  - 31 agosto 2018[77]
  - 7 settembre 2018[78]
  - 14 settembre 2018[79]
- Inkigayo
  - 2 settembre 2018[80]
  - 9 settembre 2018[81]
  - 16 settembre 2018[82]
- Show Champion
  - 5 settembre 2018[83]
  - 12 settembre 2018[84]

### Guinness dei primati
Record passato, in seguito infranto da un'altra canzone.
| Anno | Primato                                       | Fonti         |
| ---- | --------------------------------------------- | ------------- |
| 2018 | Video musicale più visto su YouTube in 24 ore | [ 85 ] [ 86 ] |